# Hülsenbuscher Mammutbaum

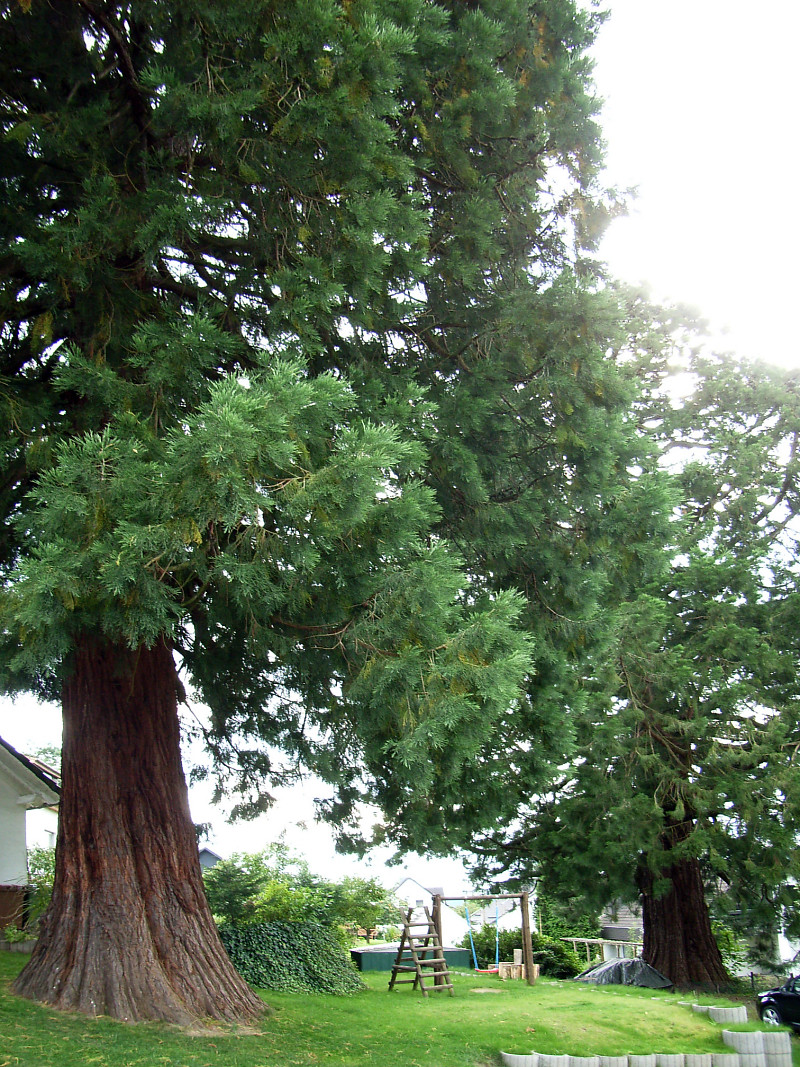
Hülsenbuscher Mammutbaum

Der Hülsenbuscher Mammutbaum ist ein Riesenmammutbaum, der mit seiner Höhe von 24 Metern und einem Stammumfang von 8 Metern das Ortsbild der Gemeinde Hülsenbusch prägt.
Er wurde 1874 von Fritz Bestgen zusammen mit einem weiteren Mammutbaum, der im Januar 2014 gefällt wurde, gepflanzt. Für den verbleibenden Mammutbaum wurde eine Ausweisung als Naturdenkmal angestrebt.